# 菲利普·范蒂盖姆

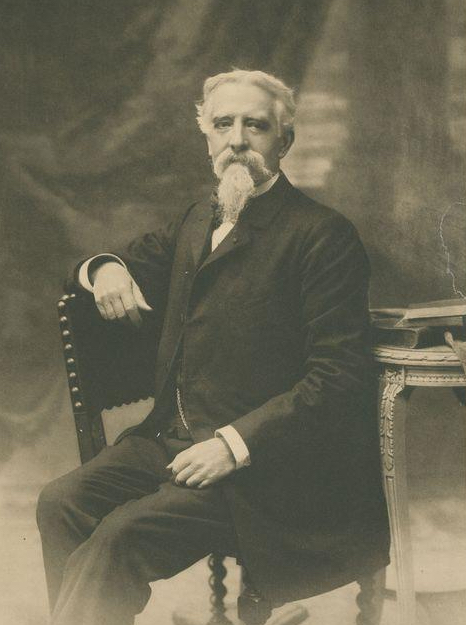
菲利普·范蒂盖姆

菲利普·爱德华·莱昂·范蒂盖姆（法語：Philippe Édouard Léon Van Tieghem，法語發音：[filip edwaʁ leɔ̃ van tiɡɛm]；1839年4月19日—1914年4月28日），法国植物学家。
他出生于法国北部省巴約勒，1856年中学毕业后进入高等师范学院，跟随伯特兰和巴斯德学习，从事蘑菇种植研究，用显微镜观察菌丝的生长。1864年获得物理学博士学位，在高等师范学院担任植物学教师，1866年，获得第二个博士学位—自然历史学博士。从1873年至1886年，他在巴黎中央理工学院任教。1871年成为巴黎读书协会成员，1876年，成为法国科学院院士，1899年成为学部主席。
1878年他担任国家自然历史博物馆馆长，同时担任巴黎农学会理事长。

### 著作
- Nécrologie dans Le Miroir, 10 mai 1914
- Julien Costantin, « Van Tieghem », Larousse Mensuel, n° 89, 1914, p. 184.
- Comptes rendus de l'Académie des sciences, Paris, séance du 4 mai 1914 (Archives de l'Académie des Sciences)
- Gaston Bonnier,  L'Œuvre de Philippe Van Tieghem, Imp. Bouloy, Nemours, 1915